# Рогов, Кирилл Юрьевич
Кирилл Юрьевич Рогов (род. 8 ноября 1966, Москва) — российский политолог, журналист и филолог. После 24 февраля 2022 выехал в Австрию.

## Краткая биография
В 1988 году окончил филологический факультет Московского государственного университета. В 1992 году защитил диссертацию на филологическом факультете МГУ на соискание степени кандидата филологических наук по теме «Идея „Комедии нравов“ в начале XIX века в России». Специалист по истории русской культуры XVIII—XIX вв и русскому барокко. Занимался изучением творчества Евгения Харитонова, написал одну из первых больших статей об этом авторе. Рогова называют «основоположником харитоноведения».
С конца 1990-х гг. занимается журналистикой, в 1998—2002 годах — один из создателей и шеф-редактор интернет-издания «Polit.ru». 7 февраля 2002 года сообщил о своем уходе в связи с разногласиями в руководстве проекта. В 2003—2005 годах был обозревателем и редактором отдела «Комментарии» интернет-издания «Газета.ru». С ноября 2005 года по 2007 год работал заместителем главного редактора газеты «Коммерсантъ», редактор полосы мнений в этой газете. Заведовал отделом «Политика» газеты «Консерватор».
В 2006 году коллегами выпущен сборник «Кириллица, или небо в алмазах: Сборник к 40-летию Кирилла Рогова» в сетевом журнале ruthenia.ru
В 2007—2015 годах — ведущий научный сотрудник Института экономической политики имени Е. Т. Гайдара. В начале сентября 2015 года был уволен из этого института за публикацию статьи «Can „Putinomics“ Survive?» (Может ли «путиномика» выжить?) на сайте European Council of Foreign Relations.
В феврале 2011 года вошёл в качестве учёного секретаря в состав экспертной группы «Новая модель экономического роста» под руководством В. А. Мау и Е. Г. Ясина. В 2011—2012 годах был советником ректора Российской академии народного хозяйства и государственной службы при Президенте Российской Федерации, позднее работал там же заведующим кафедрой общественно-политических коммуникаций.
Колумнист «Ведомостей» и «Новой газеты». Автор статей о российской экономике и по проблемам пост-советского развития в журналах «Неприкосновенный запас», «Osteuropa», «Pro et Contra», «Экономическая политика» и др. Член Консультационного совета журнала «Pro et Contra». Член совета и вице-президент фонда «Либеральная миссия».
В 2016 году создал на сайте «Открытого университета» (просветительский проект «Открытой России» Михаила Ходорковского) курс «Большой транзит: логики политической истории России, 1985—1999».
В 2022 году запустил проект Re: Russia для обсуждения политических, социальных и экономических вопросов, касающихся России и войны с Украиной. В том же году проект Re:Russia получил премию «Профессия—журналист» в номинации «Цифровой канал».
С июня 2022 года — ведущий аналитической программы «Рогов о главном» на бывшем официальном YouTube-канале Сахаровского центра «О стране и мире».
25 августа 2023 года Министерством юстиции России внесён в список физических лиц «иностранных агентов».

## Семья
- Жена — Анастасия Александровна Бонч-Осмоловская (род. 22 апреля 1975), лингвист, руководитель Центра по цифровым гуманитарным исследованиям НИУ ВШЭ[20].

## Избранные публикации
- Крым — троянский дар российскому обывателю. Ведомости (12 марта 2014). Дата обращения: 20 августа 2015.
- Институт Зимина и вопросы языкознания. InLiberty (4 июня 2015). Дата обращения: 20 августа 2015.
- Убийство Бориса Немцова — начало предвыборной кампании. Новая газета (14 марта 2015). Дата обращения: 20 августа 2015.

- Рогов К. Ю. 1987. Накануне «Горя от ума» : (Традиционное и нетрадиционное в теории «высокой» комедии) // Проблемы исторической поэтики в анализе литературного произведения. Кемерово: КГУ. С. 39–48.
- Рогов К. Ю. 1988. Кишиневский замысел об Игроке // Болдинские чтения : [Материалы, 1987]. Горький: Волго-Вят. кн. изд-во. С.  200–207.
- Рогов К. Ю. 1990. Из материалов к биографии и характеристике взглядов А. А. Шаховского // Пятые Тыняновские чтения: Тезисы докладов и мат. для обсуждения. Рига: Зинатне. С. 69–90.
- Рогов К. Ю. 1990. Портреты и карикатуры (О комедии «Обращенный Славянофил») // Новобасманная, 19. M.: Художественная литература. С. 153–180.
- Рогов К. Ю. 1992. Идея «комедии нравов» в начале XIX века в России: Дисс. на соиск. учен. степ. канд. филол. наук. М.
- Рогов К. Ю. 1992. Идея «комедии нравов» в начале XIX века в России. Автореферат диссертации на соискание ученой степени кандидата филологических наук. М: МГУ им. М. В. Ломоносова.
- Рогов К. Ю. 1992. Русский П. или Апология одной научной квазитрадиции: (По поводу Шестых Тыняновских чтений) // Новое литературное обозрение. № 1. С. 354–359.
- Рогов К. Ю. 1992. Ильин Н. // Русские писатели. 1800–1917. Биографический словарь. Т. 2. Г – К. M.: Сов. энцикл. C. 413–415.
- Рогов К. Ю. 1992. Кашкин Д. // Русские писатели. 1800–1917. Биографический словарь. Т. 2. Г – К. M.: Сов. энцикл. С. 521–522.
- Рогов К. Ю. 1992. Княжнин А. // Русские писатели. 1800–1917. Биографический словарь. Т. 2. Г – К. M.: Сов. энцикл. С. 568–569.
- Рогов К. Ю. 1993. «Невозможное слово» и идея стиля: [О творчестве Е. Харитонова] // Новое литературное обозрение. № 3. С. 265–273.
- Рогов К. Ю. 1993. История текста — история замысла: И. П. Белкин с точки зрения стилистики и герменевтики: [Рец. на кн.: Шварцбанд С. История «Повестей Белкина». Иерусалим] // Новое литературное обозрение. № 4. С. 324–328.
- Рогов К. Ю. 1994. Кокошкин Ф. // Русские писатели. 1800–1917. Биографический словарь. Т. 3. К - М. M.: Сов. энцикл. С. 18–20.
- Рогов К. Ю. 1994. Марков А. // Русские писатели. 1800–1917. Биографический словарь. Т. 3. К – М. M.: Сов. энцикл. С. 524.
- Рогов К. Ю. 1995/1996. Гоголь и «хромой черт» (К творческой истории «Вечеров на хуторе близ Диканьки») // Седьмые Tыняновские чтения. Тыняновский сборник. Вып. 9. 1995/1996. Рига; М. С. 130–134.
- Рогов К. Ю. 1997. К истории «московского романтизма»: кружок и общество С. Е. Раича // Лотмановский сборник 2. М.: ОГИ. С. 523–576.
- Рогов К. Ю. 1997. Декабристы и «немцы» // Новое литературное обозрение. № 26. С. 105–126.
- Рогов К. Ю. 1998. <Ред.–сост.> Россия / Russia. Вып. 1 [9]: Семидесятые как предмет истории русской культуры. М.: ОГИ.
- Рогов К. Ю. 1998. Семидесятые: хроника художественной жизни // Россия / Russia Вып. 1 [9]: Семидесятые как предмет истории русской культуры. М.: ОГИ, С. 29–76. <совм. с И. П. Уваровой>
- Rogov K. Yu. 1998. Erben und Gegner — Die Dekabristen // Deutsche und Deutschland aus russischer Sicht. 19. Jahrhundert. Von der Jahrhundertwende bis zu den Reformen Alexanders II. [West-Ostliche Spiegelungen. Reihe B. Bd. 3.] M?nchen. S. 181–208.
- Rogov K. Yu. 1998. Russische Patrioten deutscher Abstammung // Ibid. S. 551–603.
- Рогов К. Ю. 1999. Вариации «Московского текста»: к истории отношений Ф. И. Тютчева и М. П. Погодина // Тютчевский сборник: 2. Тарту. С. 68–106.
- Рогов К. Ю. 1999. Невахович А. // Русские писатели. 1800–1917. Биографический словарь. Т. 4. М - П. М.: Сов. энцикл. С. 243–245. <совм. с А.Л. Зориным и А.И. Рейтблатом>
- Рогов К. Ю. 1999. Невахович М. // Русские писатели. 1800–1917. Биографический словарь. Т. 4. М - П. М.: Сов. энцикл. С. 245–246.
- Рогов К. Ю. 1999. Погодин М. // Русские писатели. 1800–1917. Биографический словарь. Т. 4. М - П. М.: Сов. энцикл. С. 661–672.
- Рогов К. Ю. 2001. <Подготовка текстов и комментарий, совм. с И. Ю. Виницким, Е. Е. Дмитриевой, Ю. М. Манном> Гоголь Н. В. Полн. собр. соч. и писем: В 23 т. Т. 1. М.: Наследие.
- Рогов К. Ю. 2001. Из истории учреждения «Московского Вестника» (к проблеме «Пушкин и Вяземский»: осень 1826 года) // Пушкинская конференция в Стэнфорде, 1999: Материалы и исследования. М.: ОГИ. С. 106–132.
- Виницкий И. Ю., Дмитриева Е. Е., Манн Ю. В., Рогов К. Ю.  2003. Комментарий // Гоголь Н. В. Полное собрание сочинений и писем: в 23-х т. М.: Наука; ИМЛИ РАН, Т. 1. С. 559-872.
- Рогов К. Ю. 2004. (Не)известная эпиграмма Пушкина. К творческой истории VII главы «Евгения Онегина» // Лотмановский сборник: 3. М.: ОГИ. С. 196–214.
- Рогов К. Ю. 2005. <Предисловие.> Евгений Харитонов. Под домашним арестом. Собрание произведений. М.: Глагол.
- Рогов К. Ю. 2005. Новые примечания к «Стихам, сделанным их чужих слов» (К поэтике и эволюции малого панегирического жнра в середине XVIII века) // Шиповник: историко-филологический сборник к 60-летию Романа Давидовича Тименчика. М.: Водолей Publishers. С. 372–381.
- Рогов К. Ю. 2006. Три эпохи русского барокко // Тыняновский сборник. Выпуск 12: X–XI–XII. Тыняновские чтения. Исследования. Материалы. М.: Водолей Publishers. С. 9–101.

### Книги
- Мау В. А., Кузьминов Я. И., Рогов К. Ю., Ясин Е. Г. и др. Стратегия-2020: Новая модель роста — новая социальная политика. Итоговый доклад о результатах экспертной работы по актуальным проблемам социально-экономической стратегии России на период до 2020 года. / под ред. В. А. Мау, Я. И. Кузьминова. т. 1, 2013
- Демонтаж коммунизма : тридцать лет спустя: коллективная монография / [Кирилл Рогов, Иван Крастев, Андрей Мельвиль и др.]; составление: Е. Гонтмахер, К. Рогов. — М.: Новое литературное обозрение, 2021. — 444, [3] с. : ил., табл.; 22 см. — (Библиотека журнала Неприкосновенный запас. Политология, ISSN 1815-7912).; ISBN 978-5-4448-1542-7
- Рогов К. (ред.) Основные тенденции политического развития России в 2011—2013 гг. Кризис и трансформация российского авторитаризма. — Москва: Либеральная миссия, 2014.[21]
- Рогов К. (ред.) Семь тощих лет: российская экономика на пороге структурных изменений : Материалы круглого стола. — Москва: Либеральная миссия, 2016.[22]
- Рогов К. (ред.) Политическое развитие России 2014—2016: Институты и практики авторитарной консолидации. — Москва: Либеральная миссия, 2016.[23]
- Рогов К. (ред.) Стресс-тест на пол-России. Технологии электорального доминирования и их ограничения: Анализ региональных выборов 2018 г. — Москва: Либеральная миссия, 2018.[24]
- Рогов К. (ред.) Крепость врастает в землю. Год после выборов: стратегии, вызовы, тренды. — Москва: Либеральная миссия, 2019.[25]
- Рогов К. (ред.) Царь горы. Недемократический трансфер власти на постсоветском пространстве. — Москва: Либеральная миссия, 2019.[26]
- Рогов К. (ред.) Встречная мобилизация. Московские протесты и региональные выборы — 2019. — Москва: Либеральная миссия, 2019.[27]
- Рогов К. (ред.) Деконструкция Конституции: Что нужно и что не нужно менять в российском Основном Законе. — Москва: Либеральная миссия, 2020.[28]
- Рогов К. (ред.) Коронакризис — 2020: что будет и что делать? Сценарии развития и меры экономической политики. — Москва: Либеральная миссия, 2020.[29]
- Рогов К. (ред.) Новая (не)легитимность. Как происходило и что принесло России переписывание Конституции. — Москва: Либеральная миссия, 2020.[30]
- Рогов К. (ред.) Год ковида: предварительные итоги и вызовы десятилетия. — Москва: Либеральная миссия, 2020.[31]
- Рогов К. (ред.) Застой — 2: Последствия, риски и альтернативы для российской экономики. — Москва: Либеральная миссия, 2021.[32]

## Награды
- Медаль ордена «За заслуги перед Отечеством» II степени (2012) за «большой вклад в разработку социально-экономической стратегии России на период до 2020 года»[12].